# The Need for Speed
The Need for Speed (uneori denumit ca Road & Track Presents: The Need for Speed) este un joc video de curse cu mașini lansat în 1994 pentru consola 3DO și portat pe alte sisteme, dezvoltat de Electronic Arts Canada și publicat de Electronic Arts. Este primul joc din seria Need for Speed, serie care a ajuns la cel de-al 20-lea joc lansat. Jocul constă în curse cu mașini sport, printre care se află modele exotice și modele japoneze. Jocul a fost lăudat pemtru realism și comentariile video și audio. Electronic Arts a făcut echipă cu revista de automobilism Road & Track pentru a implementa comportamentul din realitate al vehiculelor. 
Jocul are 5 trasee și 7 mașini din care să alegeți, poliția apărând când mașina depășește limita de viteză. În 1997 a fost lansată o ediție specială care include un traseu nou și 3 mașini noi.
O altă versiune a jocului, numită "The Need for Speed: Special Edition" bazată pe varianta PC din 1995 a fost lansată doar pentru PC pe suport CD-ROM în 1996 și avea suport pentru DirectX 2 și TCP/IP networking, două noi trasee și alte îmbunătățiri.

## Modele de mașini
- Mazda RX-7
- Honda NSX
- Toyota Supra
- Porsche 911
- Chevrolet Corvette ZR-1
- Dodge Viper RT/10
- Ferrari 512 TR
- Lamborghini Diablo VT

## Circuite
- Alpine
- Autumn Valley
- City
- Coastal
- Rusty Springs
- Vertigo Ridge
- Lost Vega (circuit bonus)

## Recepție
Revista britanică PC Power i-a acordat versiunii pentru PC un rating de 95%, lăudând controlul mașinii, grafica și prezentarea per total, dar critica cerințele de sistem mari și sunetul. Jim Varner de la GameSpot i-a acordat nota 8,3 și calificativul „Grozav” și a afirmat: „Atenția sporită pentru detalii, design-ul exotic al curselor, și cu gameplay-ul ușor, acest joc este un adevărat câștigător. Pur și simplu The Need for Speed este următorul cel mai bun lucru după cel de a deține o mașină sport în valoare de 200,000 de dolari!”.